# Copa Panamericana de Voleibol Femenino Sub-23 de 2023
La Copa Panamericana de Voleibol Femenino Sub-23 de 2023 fue la VI edición del torneo que reunió a selecciones femeninas de voleibol categoría sub-23 de la Confederación de Norteamérica, Centroamérica y el Caribe de Voleibol (NORCECA) y de la Confederación Sudamericana de Voleibol (CSV). Se llevó a cabo del 16 al 24 de julio de 2023 en la ciudad de Hermosillo, México.
La selección de la República Dominicana ganó todas las ediciones del torneo desde su creación en 2012. El torneo otorgó dos plazas a los Juegos Panamericanos Junior 2025 para los equipos correspondientes a NORCECA mejor ubicados.

## Equipos participantes
Participaron ocho equipos, todos correspondientes al ámbito de NORCECA con excepción de Argentina y el Perú, únicos representantes de la CSV.
| Grupo A              | Grupo B    |
| -------------------- | ---------- |
| Canadá               | Argentina  |
| Cuba                 | Costa Rica |
| Perú                 | Honduras   |
| República Dominicana | México     |

Argentina se presentó con un equipo Sub-21 como preparación para el Campeonato Mundial de la misma categoría de agosto de 2023.

## Resultados

### Grupo A
– Clasificado a la semifinal.      – Clasificados a los cuartos de final.
| Pos. | Equipo               | Partidos | Partidos | Partidos | Pts. | Sets | Sets | Sets  | Puntos | Puntos | Puntos |
| Pos. | Equipo               | PJ       | PG       | PP       | Pts. | SG   | SP   | Ratio | PG     | PP     | Ratio  |
| ---- | -------------------- | -------- | -------- | -------- | ---- | ---- | ---- | ----- | ------ | ------ | ------ |
| 1    | República Dominicana | 3        | 3        | 0        | 14   | 9    | 1    | 9     | 248    | 203    | 1.221  |
| 2    | Perú                 | 3        | 2        | 1        | 9    | 7    | 5    | 1.400 | 280    | 258    | 1.085  |
| 3    | Canadá               | 3        | 1        | 2        | 5    | 4    | 7    | 0.571 | 232    | 258    | 0.899  |
| 4    | Cuba                 | 3        | 0        | 3        | 2    | 2    | 9    | 0.222 | 232    | 273    | 0.849  |

| 18 de julio 14:00 | Cuba | 1-3                                 | Perú | Arena Sonora, Hermosillo |  |
|                   |      | ( 25-23 22-25 19-25 20-25 ) Reporte |      |                          |  |

| 18 de julio 18:00 | República Dominicana | 3-0                           | Canadá | Arena Sonora, Hermosillo |  |
|                   |                      | ( 26-24 25-18 25-15 ) Reporte |        |                          |  |

| 19 de julio 14:00 | Canadá | 3-1                                 | Cuba | Arena Sonora, Hermosillo |  |
|                   |        | ( 25-18 24-26 25-19 26-24 ) Reporte |      |                          |  |

| 19 de julio 18:00 | Perú | 1-3                                 | República Dominicana | Arena Sonora, Hermosillo |  |
|                   |      | ( 23-25 20-25 25-22 19-25 ) Reporte |                      |                          |  |

| 20 de julio 14:00 | Perú | 3-1                                 | Canadá | Arena Sonora, Hermosillo |  |
|                   |      | ( 25-14 25-19 20-25 25-17 ) Reporte |        |                          |  |

| 20 de julio 18:00 | República Dominicana | 3-0                             | Cuba | Arena Sonora, Hermosillo |  |
|                   |                      | ( 25-20, 25-16, 25-23 ) Reporte |      |                          |  |

### Grupo B
– Clasificado a la semifinal.      – Clasificados a los cuartos de final.
| Pos. | Equipo     | Partidos | Partidos | Partidos | Pts. | Sets | Sets | Sets  | Puntos | Puntos | Puntos |
| Pos. | Equipo     | PJ       | PG       | PP       | Pts. | SG   | SP   | Ratio | PG     | PP     | Ratio  |
| ---- | ---------- | -------- | -------- | -------- | ---- | ---- | ---- | ----- | ------ | ------ | ------ |
| 1    | México     | 3        | 3        | 0        | 13   | 9    | 2    | 4.500 | 251    | 189    | 1.328  |
| 2    | Argentina  | 3        | 2        | 1        | 12   | 8    | 3    | 2.666 | 254    | 177    | 1.435  |
| 3    | Costa Rica | 3        | 1        | 2        | 4    | 3    | 7    | 0.428 | 181    | 224    | 0.808  |
| 4    | Honduras   | 3        | 0        | 3        | 1    | 1    | 9    | 0.111 | 152    | 248    | 0.612  |

| 18 de julio 16:00 | Argentina | 3-0                           | Costa Rica | Arena Sonora, Hermosillo |  |
|                   |           | ( 26-24 25-18 25-15 ) Reporte |            |                          |  |

| 18 de julio 20:00 | México | 3-0                           | Honduras | Arena Sonora, Hermosillo |  |
|                   |        | ( 25-11 25-13 25-14 ) Reporte |          |                          |  |

| 19 de julio 16:00 | Honduras | 0-3                           | Argentina | Arena Sonora, Hermosillo |  |
|                   |          | ( 16-25 13-25 11-25 ) Reporte |           |                          |  |

| 19 de julio 20:00 | Costa Rica | 0-3                           | México | Arena Sonora, Hermosillo |  |
|                   |            | ( 11-25 15-25 21-25 ) Reporte |        |                          |  |

| 20 de julio 16:00 | Honduras | 1-3                                    | Costa Rica | Arena Sonora, Hermosillo |  |
|                   |          | ( 25-23, 16-25, 14-25, 19-25 ) Reporte |            |                          |  |

| 20 de julio 20:00 | México | 3-2                                           | Argentina | Arena Sonora, Hermosillo |  |
|                   |        | ( 25-17, 23-25, 27-25, 11-25, 15-12 ) Reporte |           |                          |  |

### Play-offs
|  | Cuartos de final | Cuartos de final | Cuartos de final |           |    | Semifinal            | Semifinal            | Semifinal            |   |  | Final | Final | Final |  |
|  |                  |                  |                  |           |    |                      |                      |                      |   |  |       |       |       |  |
|  |                  |                  |                  |           |    |                      |                      |                      |   |  |       |       |       |  |
|  | 2B               | Argentina        | 3                |           |    |                      |                      |                      |   |  |       |       |       |  |
|  | 2B               | Argentina        | 3                |           |    |                      |                      |                      |   |  |       |       |       |  |
|  | 3A               | Canadá           | 0                |           |    |                      |                      |                      |   |  |       |       |       |  |
|  | 3A               | Canadá           | 0                |           | 1A | República Dominicana | 3                    |                      |   |  |       |       |       |  |
|  |                  |                  |                  |           | 1A | República Dominicana | 3                    |                      |   |  |       |       |       |  |
|  |                  |                  | 2B               | Argentina | 1  |                      |                      |                      |   |  |       |       |       |  |
|  |                  |                  | 2B               | Argentina | 1  |                      |                      |                      |   |  |       |       |       |  |
|  |                  |                  |                  |           |    |                      |                      |                      |   |  |       |       |       |  |
|  |                  |                  |                  |           |    |                      |                      |                      |   |  |       |       |       |  |
|  |                  |                  |                  |           |    |                      | República Dominicana | República Dominicana | 3 |  |       |       |       |  |
|  |                  |                  |                  |           |    |                      |                      |                      | 3 |  |       |       |       |  |
|  |                  |                  | México           | México    | 1  |                      |                      |                      |   |  |       |       |       |  |
|  | 2A               | Perú             | México           | México    | 1  | 3                    |                      |                      |   |  |       |       |       |  |
|  | 2A               | Perú             |                  |           |    |                      |                      |                      |   |  |       |       |       |  |
|  | 3B               | Costa Rica       | 0                |           |    |                      |                      |                      |   |  |       |       |       |  |
|  | 3B               | Costa Rica       | 0                |           | 1B | México               | 3                    |                      |   |  |       |       |       |  |
|  |                  |                  |                  |           | 1B | México               | 3                    |                      |   |  |       |       |       |  |
|  |                  |                  | 2A               | Perú      | 0  |                      |                      |                      |   |  |       |       |       |  |
|  |                  |                  | 2A               | Perú      | 0  |                      |                      |                      |   |  |       |       |       |  |
|  |                  |                  |                  |           |    |                      |                      |                      |   |  |       |       |       |  |
|  |                  |                  |                  |           |    |                      |                      |                      |   |  |       |       |       |  |
|  |                  |                  |                  |           |    |                      |                      |                      |   |  |       |       |       |  |
|  |                  |                  |                  |           |    |                      |                      |                      |   |  |       |       |       |  |

#### Cuartos de final
| 21 de julio 18:00 | Argentina | 3-0                             | Canadá | Arena Sonora, Hermosillo |  |
|                   |           | ( 25-19, 25-18, 25-18 ) Reporte |        |                          |  |

| 21 de julio 20:00 | Perú | 3-0                            | Costa Rica | Arena Sonora, Hermosillo |  |
|                   |      | ( 25-10, 25-14, 25-9 ) Reporte |            |                          |  |

#### Clasificación 5.° al 8.°
| 22 de julio 14:00 | Honduras | 0-3                             | Canadá | Arena Sonora, Hermosillo |  |
|                   |          | ( 13-25, 13-25, 12-25 ) Reporte |        |                          |  |

| 22 de julio 16:00 | Cuba | 3-0                             | Costa Rica | Arena Sonora, Hermosillo |  |
|                   |      | ( 25-18, 25-21, 25-20 ) Reporte |            |                          |  |

##### Partido por el 5.° puesto
| 23 de julio 14:00 | Canadá | 3-0                            | Cuba | Arena Sonora, Hermosillo |  |
|                   |        | ( 26-18, 25-9, 25-20 ) Reporte |      |                          |  |

##### Partido por el 7.° puesto
| 23 de julio 12:00 | Honduras | 3-2                                           | Costa Rica | Arena Sonora, Hermosillo |  |
|                   |          | ( 13-25, 25-18, 25-23, 19-25, 15-13 ) Reporte |            |                          |  |

#### Semifinales
| 22 de julio 18:00 | República Dominicana | 3-1                                    | Argentina | Arena Sonora, Hermosillo |  |
|                   |                      | ( 20-25, 25-18, 25-13, 25-19 ) Reporte |           |                          |  |

| 22 de julio 20:00 | México | 3-0                             | Perú | Arena Sonora, Hermosillo |  |
|                   |        | ( 25-21, 25-17, 25-21 ) Reporte |      |                          |  |

#### Partido por el tercer puesto
| 23 de julio 18:00 | Argentina | 3-1                                    | Perú | Arena Sonora, Hermosillo |  |
|                   |           | ( 24-26, 25-19, 25-21, 25-21 ) Reporte |      |                          |  |

#### Final
| 23 de julio 20:00 | México | 1-3                                    | República Dominicana | Arena Sonora, Hermosillo |  |
|                   |        | ( 18-25, 25-23, 12-25, 24-26 ) Reporte |                      |                          |  |

## Posiciones finales
| Pos.              | Selección            |
| ----------------- | -------------------- |
| Medalla de oro    | República Dominicana |
| Medalla de plata  | México               |
| Medalla de bronce | Argentina            |
| 4                 | Perú                 |
| 5                 | Canadá               |
| 6                 | Cuba                 |
| 7                 | Honduras             |
| 8                 | Costa Rica           |

## Distinciones individuales
Al culminar la competición la organización del torneo entregó los siguientes premios individuales:
- Mejor armadora y Jugadora más valiosa

 Ariana Rodríguez
- Mejores atacantes

 Sofía Maldonado
 Flormarie Heredia
- Mejores bloqueadoras

 Geraldine González
 Florangel Terrero
- Mejor líbero y Mejor defensa

 Pamela Cuya
- Mejor opuesta

 María Paula Rodríguez
- Mejor servicio

 Ximena Cruz
- Mejor receptora

 Victoria Caballero
- Máxima anotadora

 Sofía Maldonado